# Retipenna sichuanica
Retipenna sichuanica är en insektsart som beskrevs av C.-k. Yang och X.-k. Yang 1987. Retipenna sichuanica ingår i släktet Retipenna och familjen guldögonsländor. Inga underarter finns listade i Catalogue of Life.